# سه‌تکمه‌دندان

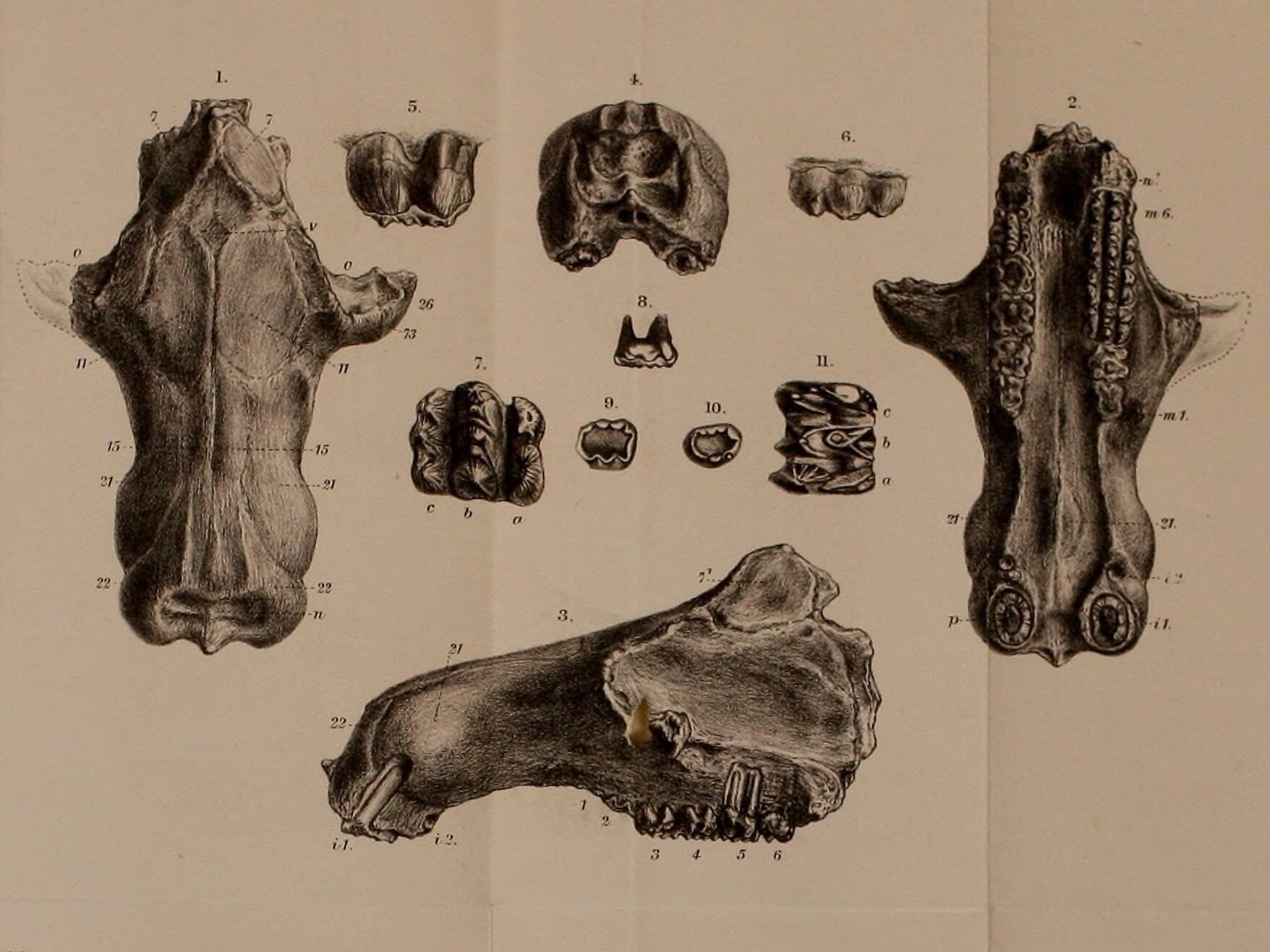
(۱۸۸۴)

سه‌تکمه‌دندان (نام علمی: Tritylodon) نام یک سرده از تیره سه‌تکمه‌دندانان است.